# Риссо, Марио
Ма́рио Па́бло Ри́ссо Каффи́ро (исп. Mario Pablo Risso Caffiro; род. 31 января 1988, Монтевидео) — уругвайский футболист, центральный защитник «Насьоналя».

## Биография
Марио Риссо — воспитанник «Дефенсор Спортинга», за основной состав которого он дебютировал в 2008 году. Вместе с «фиолетовыми» трижды занимал второе место в чемпионате Уругвая. В 2014 году переехал в Бразилию, став игроком «Ботафого», однако на официальном уровне сыграл лишь один матч в Лиге Кариоке, а вторую половину года играл на правах аренды в Серии B за «Наутико».
В 2015 году, после непродолжительного возвращения в «Дефенсор» перешёл в аргентинский «Уракан». За полтора сезона так и не сумел стать игроком основного состава, однако помог «Уракану» в розыгрыше Южноамериканского кубка — он сыграл в одном матче в этом турнире, до финала которого клуб дошёл впервые в своей истории.
В 2017—2018 годах выступал за мексиканскую «Селаю», и в феврале 2019 года вернулся в Уругвай, где стал игроком «Пласы Колонии». Риссо стал твёрдым игроком основного состава «Пласы». В 2021 году помог «бело-зелёным» выиграть Апертуру — первую часть чемпионата Уругвая, и по итогам всего сезона команда заняла третье место. Марио Риссо своей уверенной игрой обратил на себя внимание одного из грандов уругвайского футбола, и после завершения Апертуры защитник стал игроком «Насьоналя».

## Титулы и достижения
- Вице-чемпион Уругвая (3): 2008/09, 2010/11, 2012/13
- Финалист Южноамериканского кубка (1): 2015